# I livets svåra strider
I livets svåra strider är en psalm med text av Linnéa Vikberg. Musiken bygger på en finsk folkmelodi. Psalmen finns med i den laestadianska sångboken Sions Sånger som nummer 99.